# 19331 Stefanovitale
19331 Stefanovitale è un asteroide della fascia principale. Scoperto nel 1996, presenta un'orbita caratterizzata da un semiasse maggiore pari a 2,5398136 UA e da un'eccentricità di 0,1802602, inclinata di 9,09546° rispetto all'eclittica.